# Ramon Rodrigues de Mesquita
Ramon Rodrigues de Mesquita (* 15. Juni 1988 in Sobradinho), auch bekannt als Ramon, ist ein brasilianischer Fußballspieler.

## Karriere
Das Fußballspielen erlernte Ramon bei Brasiliense FC in Taguatinga. Seinen ersten Vertrag unterschrieb er in seinem Geburtsort Sobradinho bei Sobradinho EC. Über die brasilianischen Stationen CR Guará, CA Bandeirante, Associação Botafogo FC, ADR São José, Legião FC, Capital CF, Brasília FC, Joinville EC, Duque de Caxias FC, CA Hermann Aichinger und SER Caxias do Sul wechselte er Anfang 2017 nach Vietnam. Hier unterschrieb er einen Vertrag bei Than Quảng Ninh FC. Der Verein aus Quảng Ninh spielte in der höchsten Liga des Landes, der V.League 1. Im August verließ er Vietnam und ging nach Indonesien. Persela Lamongan, ein Verein aus Lamongan, der in der ersten Liga, der Liga 1, spielte, nahm ihn für den Rest des Jahres unter Vertrag. Nach Ende der Vertragslaufzeit wechselte er Anfang 2018 nach Thailand, wo ihn der Zweitligist Nongbua Pitchaya FC aus Nong Bua Lamphu unter Vertrag nahm. Bei Nongbua spielte er bis Ende 2019. 2020 zog es ihn wieder in seine Heimat. Hier unterschrieb er einen Vertrag bei Manaus FC in Manaus. Hier stand er bis Mitte Mai 2021 unter Vertrag. Am 13. Mai 2021 unterschrieb er einen Vertrag beim thailändischen Zweitligisten Rayong FC. Für den Verein aus Rayong stand er 20-mal in der zweiten Liga auf dem Spielfeld. Nach Ende der Saison wurde sein Vertrag nicht verlängert. Von Juni 2022 bis Dezember 2022 war er vertrags- und vereinslos. Ende Dezember 2022 wurde er von dem thailändischen Drittligisten Phitsanulok FC unter Vertrag genommen. Mit dem Verein aus Phitsanulok spielte er zehnmal in der Northern Region der Liga. Am Ende der Saison 2022/23 wurde er mit dem Verein Meister der Region. In den Aufstiegsspielen zur zweiten Liga konnte man sich jedoch nicht durchsetzen. Im Juli 2023 wechselte er in die North/Eastern Region, wo er sich dem Drittligisten Mahasarakham FC anschloss. Nach elf Ligaspielen wechselte er Anfang Januar 2021 wieder in die zweite Liga. Hier unterschrieb er einen Vertrag beim Krabi FC. Am Ende der Saison 2023/24 belegte er mit dem Klub aus Krabi den letzten Tabellenplatz und musste somit in die dritte Liga absteigen. Nach dem Abstieg wechselte er zu dem in der North/Eastern Region spielenden Drittligisten Rasisalai United FC. Am Ende der Saison 2024/25 feierte er mit dem Verein die Meisterschaft der Region sowie die Qualifikation zu den Aufstiegsspielen zur zweiten Liga. Hier konnte man sich in der National Championship durchsetzen und stieg somit in die zweite Liga auf.

## Erfolge
Joinville EC
- Copa Santa Catarina-Sieger: 2013

Phitsanulok FC
- Thai League 3 – North: 2022/23

Rasisalai United FC
- Thai League 3 – North/East: 2024/25